# Sparnopolius nigracinctus
Sparnopolius nigracinctus är en tvåvingeart som först beskrevs av Roberts 1929.  Sparnopolius nigracinctus ingår i släktet Sparnopolius och familjen svävflugor. Inga underarter finns listade i Catalogue of Life.